# Convenció anual nacional japonesa de ciència-ficció

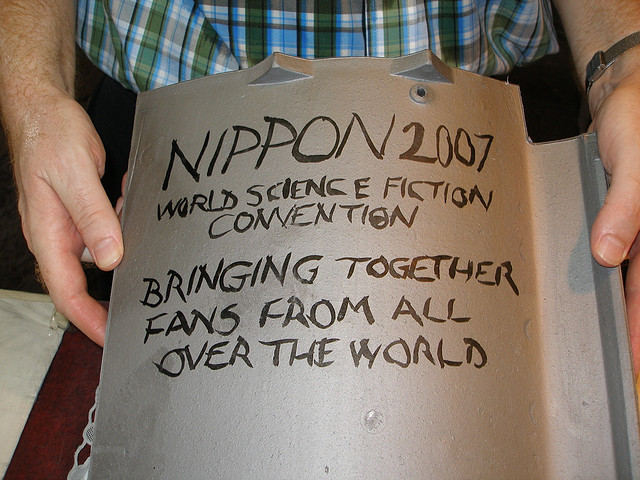
Teula nova per al Temple Tōdai-ji a Nara. La inscripció diu: «Nippon 2007, la Convenció Mundial de Ciència-ficció, que reuneix fans de tot el món.»

La Convenció anual nacional japonesa de ciència-ficció (Nihon SF Taikai o 日本SF大会, en japonès) és una convenció de ciència-ficció anual que se celebra al Japó. Cada una d'aquestes convencions és oficialment l'enèsima Nihon SF Taikai (第N回日本SF大会), però són més popularment conegudes pels sobrenoms oficials que se'ls dona en funció de la seva ubicació, per exemple, TOKON (quan es va celebrar a Tòquio) o DAICON (quan se celebra a Osaka).
Cada any, el Nihon SF Taikai atrau entre 1.000 i 1.500 fans de ciència-ficció. Esdeveniments en la convenció inclouen taules rodones, conferències, lectures, projeccions, festes, jocs, concerts i un espai per a la venda de llibres rars, revistes i altres articles relacionats amb la ciència-ficció.
Un cert nombre de premis es concedeixen en la convenció, en particular el Premi Seiun per a la millor ciència-ficció de l'any, votat pels assistents a la convenció.
Fora del Japó, el Nihon SF Taikai és més famós per l'animació per a la cerimònia d'obertura de Daicon IV, que va ser produïda pels animadors que més tard es van constituir Gainax. El vídeo d'obertura de Daicon IV presenta una noia vestida de «conilleta de Playboy» amb cameos de moltes pel·lícules i històries de ciència-ficció. El vídeo d'obertura de Daicon IV és una marca distintiva de la cultura otaku i ha aparegut en moltes obres d'art i programes de televisió relacionades amb l'otaku, en particular FLCL i Densha Otoko.

## Llista de llocs Taikai[4]
1. 1962 - Tokyo - MEG-CON
2. 1963 - Tokyo - TOKON
3. 1964 - Osaka - DAICON
4. 1965 - Tokyo - TOKON 2
5. 1966 - Nagoya - MEICON
6. 1967 - Tokyo - TOKON 3
7. 1968 - Tokyo - TOKON 4
8. 1969 - Kumamoto-ken - KYUKON
9. 1970 - Tokyo - TOKON 5
10. 1971 - Osaka - DAICON 2
11. 1972 - Nagoya - MEICON 2
12. 1973 - Hokkaidō - EZOCON
13. 1974 - Kyoto - MIYACON
14. 1975 - Kobe - SHINCON
15. 1975 - Tokyo - TOKON 6
16. 1977 - Yokohama - HINCON
17. 1978 - Kanagawa-ken - ASHINOCON
18. 1979 - Nagoya - MEICON 3
19. 1980 - Tokyo - TOKON 7
20. 1981 - Osaka - DAICON 3
21. 1982 - Tokyo - TOKON 8
22. 1983 - Osaka - DAICON 4
23. 1984 - Hokkaidō - EZOCON 2
24. 1985 - Niigata-ken - Festival d'Estiu Especial GATACON
25. 1986 - Osaka - DAICON 5
26. 1987 - Ishikawa-ken - URACON '87
27. 1988 - Gunma-ken - MiG-CON
28. 1989 - Nagoya - DAINA CON EX
29. 1990 - Tokyo - TOKON 9
30. 1991 - Kanazawa - i-CON
31. 1992 - Yokohama - HAMACON
32. 1993 - Osaka - DAICON 6
33. 1994 - Okinawa - RYUCON
34. 1995 - Hamamatsu - はまなこん (Hamanacon)
35. 1996 - Kitakyushu - コクラノミコン (Kokuranomicon)
36. 1997 - Hiroshima - あきこん (Akicon)
37. 1998 - Nagoya (Mart) - CAPRICON 1
38. 1999 - Nagano-ken - やねこん (Yanecon)
39. 2000 - Yokohama - Zero-CON
40. 2001 - Chiba-ken - SF2001 («Conferència Internacional del Futur», 未来国際会議)
41. 2002 - Shimane-ken - ゆ～こん (Yūcon)
42. 2003 - Tochigi-ken - T-3
43. 2004 - Gifu - G-CON
44. 2005 - Yokohama - HAMACON 2
45. 2006 - Matsushima - みちのくSF祭ずんこん (Michinoku SF Matsuri Zuncon)
46. 2007 - Yokohama - Nippon2007 (65a Convenció mundial de ciència-ficció)
47. 2008 - Osaka - DAICON 7
48. 2009 - Shiobara - T-con 2009
49. 2010 - Tokyo - TOKON 10
50. 2011 - Shizuoka - DONBURACON
51. 2012 - Hokkaidō (Yuubari) - VARICON
52. 2013 - Hiroshima - KOICON